# Javānmīrī
Javānmīrī (persiska: جوان ميری) är en ort i Iran.   Den ligger i provinsen Kermanshah, i den västra delen av landet, 500 km väster om huvudstaden Teheran. Javānmīrī ligger 871 meter över havet och antalet invånare är 190.
Terrängen runt Javānmīrī är kuperad åt nordväst, men åt sydost är den bergig. Runt Javānmīrī är det ganska tätbefolkat, med 60 invånare per kvadratkilometer. Närmaste större samhälle är Sarpol-e Z̄ahāb, 17,9 km sydväst om Javānmīrī. Omgivningarna runt Javānmīrī är i huvudsak ett öppet busklandskap.